# 山田大樹 (サッカー選手)
山田 大樹（やまだ たいき、2002年1月8日 - ）は、千葉県香取市出身のプロサッカー選手。Jリーグ・鹿島アントラーズ所属。ポジションはゴールキーパー（GK）。

## 来歴

### クラブ
鹿島アントラーズのアカデミー出身。2018年より、トップチームに2種登録された。
2020年、トップチームへ昇格した。8月12日、5日前にJ1デビューを果たした1つ上の先輩である沖悠哉が体調不良で離脱したため、ルヴァンカップ第3節の清水エスパルス戦でプロデビューを果たした。続くJ1リーグ第11節の横浜FC戦にも出場し、J1初出場を果たした。第12節ヴィッセル神戸戦にも出場し神戸の猛攻を防いだが、以降は沖が復帰したため、この年の出場は2試合に留まった。
2023年、ファジアーノ岡山へ育成型期限付き移籍。開幕スタメンを獲得し、6試合連続で先発出場を果たすも、その後は堀田大暉とのポジション争いに敗れ、シーズン通して7試合の出場に留まった。
2024年シーズンから鹿島アントラーズへの復帰が発表された。背番号は31。2023年シーズンから正GKとして君臨していた早川友基からポジションを奪えず、リーグ戦での出場はなく、天皇杯2試合の出場に留まった。
2025年、ユースの大先輩である曽ヶ端準が付けていた背番号21に変更となった。

### 代表
2017年から各年代別の日本代表に選出され、AFC U-16選手権2018 (予選)、AFC U-16選手権2018に出場。しかし2019年2月に負った足の怪我の影響もあり、2019 FIFA U-17ワールドカップのメンバー入りはかなわなかった。
同年11月には、U-18日本代表としてAFC U-19選手権2020 (予選)に出場した。
2023年、U-22日本代表として選出され第19回アジア競技大会に参加。※クラブ事情により途中離村。
翌年の4月に行われた、AFC U-23アジアカップに招集されたが全選手の中で一人出番がなく終わり、オリンピック本大会のメンバーからも落選した。

## 所属クラブ
- 鹿島アントラーズジュニア[12]
- 鹿島アントラーズジュニアユース
- 鹿島アントラーズユース（鹿島学園高等学校）
  - 2018年 - 2019年  鹿島アントラーズ（2種登録選手）
- 2020年 -  鹿島アントラーズ
  - 2023年  ファジアーノ岡山（育成型期限付き移籍）

## 個人成績
| 国内大会個人成績 | 国内大会個人成績 | 国内大会個人成績 | 国内大会個人成績 | 国内大会個人成績 | 国内大会個人成績 | 国内大会個人成績 | 国内大会個人成績 | 国内大会個人成績 | 国内大会個人成績 | 国内大会個人成績 | 国内大会個人成績 |
| 年度             | クラブ           | 背番号           | リーグ           | リーグ戦         | リーグ戦         | リーグ杯         | リーグ杯         | オープン杯       | オープン杯       | 期間通算         | 期間通算         |
| 年度             | クラブ           | 背番号           | リーグ           | 出場             | 得点             | 出場             | 得点             | 出場             | 得点             | 出場             | 得点             |
| 日本             | 日本             | 日本             | 日本             | リーグ戦         | リーグ戦         | リーグ杯         | リーグ杯         | 天皇杯           | 天皇杯           | 期間通算         | 期間通算         |
| ---------------- | ---------------- | ---------------- | ---------------- | ---------------- | ---------------- | ---------------- | ---------------- | ---------------- | ---------------- | ---------------- | ---------------- |
| 2020             | 鹿島             | 38               | J1               | 2                | 0                | 1                | 0                | -                | -                | 3                | 0                |
| 2021             | 鹿島             | 38               | J1               | 0                | 0                | 0                | 0                | 0                | 0                | 0                | 0                |
| 2022             | 鹿島             | 38               | J1               | 0                | 0                | 0                | 0                | 0                | 0                | 0                | 0                |
| 2023             | 岡山             | 21               | J2               | 7                | 0                | -                | -                | 1                | 0                | 8                | 0                |
| 2024             | 鹿島             | 31               | J1               | 0                | 0                | 0                | 0                | 2                | 0                | 2                | 0                |
| 通算             | 日本             | 日本             | J1               | 2                | 0                | 1                | 0                | 2                | 0                | 5                | 0                |
| 通算             | 日本             | 日本             | J1               | 7                | 0                | -                | -                | 1                | 0                | 8                | 0                |
| 総通算           | 総通算           | 総通算           | 総通算           | 9                | 0                | 1                | 0                | 3                | 0                | 13               | 0                |

- 2018年、2019年は2種登録選手

## 代表歴
- U-15日本代表
  - 2017年 AFC U-16選手権 (予選)（英語版）（グループ1位）
- U-16日本代表
  - 2018年 U-16 4か国トーナメント
  - 2018年 AFC U-16選手権（優勝）
- U-18日本代表
  - 2018年 SBSカップ 国際ユースサッカー
  - 2019年 AFC U-19選手権 (予選)（英語版）（グループ1位）
- U-19日本代表
  - 2020年 千葉トレーニングキャンプ
- U-20日本代表
- U-21日本代表
  - 2022年 JFA夢フィールドキャンプ
- U-22日本代表
  - 2023年 アジア競技大会サッカー競技
- U-23日本代表
  - 2024年 AFC U23アジアカップ2024

## タイトル

### 代表
U-16日本代表
- AFC U-16選手権：1回（2018年）

U-23日本代表
- AFC U23アジアカップ：1回（2024年）